# L'Affranchie
Pour plus de détails, voir Fiche technique et Distribution.
L'Affranchie est un drame romantique franco-italien réalisé par Marco Danieli, sorti en 2016.

## Fiche technique
- Titre : L'Affranchie
- Titre original : La Ragazza del mondo
- Réalisation : Marco Danieli
- Scénario : Marco Danieli et Antonio Manca
- Musique : Umberto Smerilli
- Montage : Alessio Franco et Davide Vizzini
- Photographie : Emanuele Pasquet
- Décors : Laura Inglese
- Costumes : Claudia Montanari et Giulia Pagliarulo
- Producteur : Fabio Piscopo
  - Coproducteur : Fabio Conversi
  - Producteur exécutif : Elisabetta Bruscolini et Elio Cecchin
- Production : CSC Production et Rai Cinema
  - Coproduction : Barbary Films
- Distribution : Bolero Films et Bellissima Films
- Pays :  Italie et  France
- Durée : 101 minutes
- Dates de sortie :
  -  Italie : 
    - 7 septembre 2016
    - 9 novembre 20116

  -  France : 19 avril 2017

## Distribution
- Sara Serraiocco : Giulia
- Michele Riondino : Libero
- Marco Leonardi : Celestino, le père de Giulia
- Stefania Montorsi : Costanza, la mère de Giulia
- Pippo Delbono : Giacomo
- Lucia Mascino : la prof de maths
- Martina Cerroni : Simona, la sœur de Giulia
- Giorgio Careccia : Daniele
- Eva Allenbach

## Distinction
- David di Donatello 2017 : Meilleur réalisateur débutant